# Voyeur (álbum)
Voyeur é o sétimo álbum de estúdio da cantora e compositora americana Kim Carnes.
Voyeur é um álbum de gênero synthpop, descrito por Kim Carnes como "mais consistente" do que seu antecessor. O álbum recebeu críticas mistas, com alguns críticos a favor do álbum enquanto outros comentam que ele não conseguiu fazer jus ao padrão de Mistaken Identity.

## Faixas
1. "Voyeur" (Kim Carnes, Dave Ellingson, Duane Hitchings) – 3:59
2. "Looker" (Barry DeVorzon, Michael Towers) – 5:35
3. "Say You Don't Know Me" (Kim Carnes) – 4:11
4. "Does It Make You Remember" (Kim Carnes, Dave Ellingson) – 5:11
5. "Breakin' Away from Sanity" (Kim Carnes, Craig Krampf) – 2:53
6. "Undertow" (Kim Carnes, Duane Hitchings) – 4:10
7. "Merc Man" (Kim Carnes, Dave Ellingson, Duane Hitchings, Craig Krampf) – 3:33
8. "The Arrangement" (Dennis Polen) – 3:47
9. "The Thrill of the Grill" (Kim Carnes) – 3:24
10. "Take It on the Chin" (Kim Carnes)  – 4:38

Faixas bônus do relançamento de 2001
1. "Voyeur" (12" versão) (Kim Carnes, Dave Ellingson, Duane Hitchings) – 5:47
2. "Dead In My Tracks" (Kim Carnes) – 4:25
3. "Still Hold On" (ao vivo em 24/8/81) (Kim Carnes, Dave Ellingson, Eric Kar, Wendy Waldman) – 5:32

## Desempenho nas tabelas musicais

### Posições
| Tabela musical (1982)          | Melhor posição |
| ------------------------------ | -------------- |
| Estados Unidos (Billboard 200) | 49             |
| Noruega (VG-lista)             | 12             |
| Nova Zelândia (RMNZ)           | 26             |
| Países Baixos (Dutch Charts)   | 37             |
| Suécia (Sverigetopplistan)     | 18             |
| Suíça (Schweizer Hitparade)    | 59             |